# Тамелердеамані
Тамелердеамані (Тамелордеамані) (1-а пол. II ст. н. е.) — цар (коре) Куша.

## Життєпис
Син Таретніде (Терітаніде) та Аркатанмакаси. Спадкував після смерті свого рідного або зведеного брата Текерідеамані I. Відомий лише з жертовника, знайденого в Мерое. Його тривалий час відносили до піраміди № 27, тому саме її розглядали як поховання цього царя. В подальшому було висунуто гипотезу, що Тамелердеамані поховано в піраміді № 34.
Також його ім'я фігурує на мідному медальйоні та фрагменті кладки. Обидві були знайдені в Мерое, написані мероїтською писемністю. Панував десь до 150 року, помер раніше до того.
До 2010-х років вважалося, що Тамелердеамані спадкував Адекаталі, проте на сьогодні це відкидається більшістю дослідників, більш імовірно, що новим царем став Такідеамані.